# Tangye bencao
L'ouvrage de pharmaceutique intitulé Tang ye bencao 汤液本草 « Matière médicale en décoction » écrit par Wang Haogu 王好古, publié aux environs de 1298, comporte 3 chapitres (ou dans d’autres éditions 2 ou 1 chapitres).
L’ouvrage donne des règles simples et mécaniques pour déterminer quand tel organe zang a tel symptôme, quel type de drogues faut-il utiliser. Il met en œuvre des notions théoriques comme yin yang et les relations de correspondances systématiques entre les quintuplets de différents niveaux, pour déterminer par exemple quel organe est susceptible d’influer sur tel autre organe.
Le chapitre 1 offre aussi un traité qui a la particularité de donner des recommandations de traitement sans s’appuyer sur des considérations théoriques mais plutôt sur l’observation des symptômes réels et des traitements. Les deux derniers chapitres contiennent des discussions simples mais précises de 228 de drogues. Il classe les drogues selon leurs propriétés et leurs effets sur les conduits du corps.
La Tang ye bencao constitue la matière médicale la plus importante de la période des Yuan 元 (1279-1368). Elle fut très estimée par Li Shizhen l’auteur du Bencao gangmu.
Elle a été incluse dans le curriculum des académies médicales de l'époque et a été étudiée par de nombreux médecins. L’ouvrage a connu 16 éditions au cours des époques Yuan, Ming, et Qing ainsi que durant l’histoire de la république de Chine et de la république populaire de Chine, sans oublier une édition coréenne et quatre éditions japonaises.
Séduisante à première vue, les règles rigides de Tang ye bencao sont difficiles à appliquer. Car elles mettent en œuvre des notions qualitatives, qui supportent de grandes variations d’interprétation produisant de grandes variations d’interprétations dans les traitements à effectuer.

## Texte
Wang Haogu comme son maitre Li Gao, appartient à la classe très distinguée des médecins lettrés confucéens. Ses écrits s’appuient sur Li Gao, Zhang Yuansu ainsi que les travaux de Zheng Wu-yi 鄭無逸, actif durant la dynastie Jin (1115-1234), qui a mis l'accent sur l'importance de l'équilibre entre le yin et le yang et la théorie des cinq éléments (wuxing 五行) dans le diagnostic et le traitement des maladies. Zheng a ainsi renouvelé l’interprétation des maladies causées par le froid à la lumière des théories du Huangdi neijing.
Wang Haogu a créé la Tang ye bencao en reprenant les écrits des auteurs cités ci-dessus et en les complétant par ses propres commentaires. Il apparait ainsi comme un produit typique de la période Jin-Yuan 金元 de la longue tradition des pharmacopées chinoises.
Il cite notamment
- Yao lei fa xiang 藥類法象 « L’usage des drogues pharmaceutiques réfléchis dans les Lois [de correspondances systématiques] » de Li Dongyuan i.e. Li Gao (1180-1251)
- Yong yao xin fa 用 藥心法, « Méthodes de base pour l’utilisation des substances médicinales » de Li Gao 李杲
- Jiegu zhenzhu nang 潔古珍珠囊 (1234) « Le recueil de perles de [Zhang] Jiegu » de Zhang Yuansu 张元素 (1151-1234) dit Jiegu 潔古.

Le titre renvoie à Tang ye jing fang 汤液经方« Recettes classiques de décoctions » mentionnées dans Han shu yi wen zhi 汉书艺文志 / (trad.) 漢書藝文志, un chapitre du « Livre des Han » (han shu 汉书), intitulé Yi wen zhi 艺文志 / (trad.) 藝文志, une première tentative pour baser l’analyse de la matière médicale sur les doctrines du yin yang et des Cinq phases (wuxing 五行), datant à l'époque de plus d’un millénaire.
Cette œuvre qui a été préservée n’est pas très longue. Elle comporte 3 préfaces (et dans d’autres éditions 2 ou 1) par Wang Haogu et 3 chapitres. Le chapitre premier contient 37 traités généraux, et les chapitres deux et trois donnent les notices de 224 drogues.

### Préfaces
La deuxième préface place l’œuvre dans la longue tradition des bencao
« Shennong goûta toutes sortes d’herbes et établit les neuf critères afin de réguler les transformations [des influences ] du yin et du yang, pour sauver les vies menacées par les maladies, établissant ainsi des lois universelles, à la fois simples et essentielles. Yifang Yin des Shang suivit ses préceptes, surpassant Shennong, et maîtrisa les principes de ces lois, sans nuire à leur application pour les décoctions médicinales [...] ».
Shennong « Le laboureur céleste » est le héros civilisateur de la mythologie chinoise qui aurait goûté aux plantes pour sélectionner les herbes médicinales et aurait écrit le Shennong bencao, « La matière médicale de Shennong ». Si Shennong a longtemps été traité (à tort) comme un être historique, l’ouvrage Shennong bencao, lui-même bien réel, commence la longue filiation des pharmacopées chinoises (bencao). 
Les « neuf critères qui régulent les transformations » sont les différents examens du patient que le praticien doit pratiquer pour faire son diagnostic: observer le teint, prendre le pouls, examiner la langue, etc...Yifang Yin 伊芳尹 est une figure légendaire ou semi-légendaire souvent associée à l’élaboration des lois de la médecine.
La préface en passant en revue les grands ouvrages de pharmacopée, nous apprend que le secret de cet héritage ininterrompu malgré la perte de nombreuses formules au cours du temps, tient à la permanence des méthodes de travail qui se sont transmises fidèlement d’un médecin renommé à l’autre. Les auteurs dans leurs discussions de leurs prédécesseurs n’ont jamais dévié des principes établis par Zhang Zhongjing (150-219). Cet auteur a en effet rassemblé et organisé de vastes quantités de connaissances médicales en un format structuré, en se basant sur les observations cliniques et les expériences des médecins précédents. Le principe de compilation élaboré par Zhang Zhongjing a jeté les bases de la longue tradition des Bencao. Sa méthode systématique de collecte, d'organisation et d'intégration théorique des connaissances médicales a permis de créer des textes complets et accessibles qui ont servi de référence pendant des siècles et continuent d'influencer la médecine chinoise moderne.
D’après les indications fournies par Wang Haogu dans les préfaces 1 et 2, la doctrine des médecins de l’époque Jin Yuan vise à combiner les deux grandes traditions de soin:  la doctrine médicale abstraite des correspondances systématiques (développée particulièrement dans le Huangdi nei jing) et le savoir empirique reposant sur les remèdes naturels (la pharmacopée des bencao 本草).
L’unité des deux pratiques médicales a duré du Shennong bencao jusqu’à Zhang Zhongjing (150-219) puis fut brisée jusqu’au XIIe siècle. C’est alors grâce aux efforts de Zhang Yuansu que l’unité fut rétablie.
Paul Unschuld fait remarquer que ces assertions correspondent exactement à des constructions similaires dans d’autres domaines de la littérature. Le néoconfucianisme, tel qu’il fut développé par Han Yu (768-824), Li Ao (mort en 844) et Zhu Xi (1130-1200) se réfère à une tradition dans laquelle ils voient la transmission du vrai principe du dao 道, qui continua seulement jusqu'à Mencius (372-289 av. J.-C.) et qu’ils ont revendiqué ensuite pour eux-mêmes le renouveau de la continuation de la tradition authentique, après une longue interruption.
La pensée médicale de la période Jin Yuan, comme le néoconfucianisme, ne signifie pas une reprise de l’ancienne tradition enterrée pendant des siècles, mais plutôt comme une tentative de réforme pour surmonter de vieilles structures devenues obsolètes. Les auteurs de pharmacopées de la tradition Jin Yuan présentent leur réforme comme une réaction pour retrouver l’esprit d’une tradition injustement écartée.

### Premier chapitre
Wang Haogu, tout comme ses prédécesseurs réformateurs de l’époque Jin Yuan 金元 (1115-1368), Zhang Yuansu et Li Gao, commence son ouvrage en présentant ses idées théoriques.
La première section commence avec « Les Saveurs médicinales pour tonifier et purger les Cinq Organes » (Wǔzàng kǔ yù bǔ xiè yào wèi 五脏苦欲补泻药味) . Il s’agit de reconstituer (bu 补) les déplétions et de drainer (xie 泻) les réplétions, en cas de souffrances dans les Cinq organes zang 脏. Le texte examine successivement les cinq organes pleins (foie, cœur, rate, poumons, reins),  en commençant par le foie:
« Le Foie (gan 肝) 
* [Si] le foie souffre de tension, il faut donc consommer des [drogues] douces (gan 甘) pour le détendre (huan 缓), comme la réglisse (gancao 甘草 Glycyrrhiza uralensis).
* [Si] il a besoin de se disperser, il faut consommer du piquant (xin 辛) pour le disperser, comme le chuanxiong (chuanxiong 川芎 Ligusticum chuanxiong Apiaceae).
* Utiliser du piquant pour le tonifier comme le xixin 细辛 Asarum sieboldii »
 [...] 
 * Le Classique dit : « En cas de déplétion [d’un organe], tonifier [l'organe de] sa mère » (Xū zé bǔ qí mǔ 虚则补其母). L'eau peut nourrir le bois, le rein est donc la mère du foie. Le rein est associé à l'eau, donc le goût amer peut tonifier le rein, comme la rehmannie préparée (shu dihuang 熟地黄) et le phellodendron (huángbò 黄柏). En l'absence d'autres symptômes, utiliser la pilule de rehmannie de Qian (Qián shì dìhuáng wán 钱氏地黄丸) »
Nous avons là un bel exemple de l’application des principes gouvernant les Cinq phases. Dans l’histoire de la littérature pharmaceutique, c’est la première fois qu’on rencontre l’utilisation de cette doctrine pour justifier l’usage d’une drogue sur un organe particulier.
Le Huangdi Nei Jing le « Classique interne de l'empereur Jaune » (abr. le Classique) développe l’idée que différentes parties du corps sont en correspondance avec divers éléments de l’univers. La correspondance se fait après avoir partitionné le corps et l’univers en quintuplets. 
La correspondance des phases et les organes pleins (zang 脏) se présente ainsi
| Système de correspondances pentanaires |              |              |              |                |               |
| Classe wuxing 五行                     | Bois, mu 木  | Feu, huo 火  | Terre, tu 土 | Métal, jin 金  | Eau, shui 水  |
| Cinq dépôts wuzang 五脏                | Foie, gan 肝 | Cœur, xin 心 | Rate, pi 脾  | Poumon, fei 肺 | Rein, shen 肾 |

Dans l'ensemble des éléments (ou phases, xing 行) de la première ligne, chaque élément a une relation de génération avec un autre élément, appelée relation « mère → enfant », que l’on présente en général sur un cercle comme sur le schéma ci-contre. Ainsi l’eau (représentant les reins) nourrit / engendre le bois (représentant le foie) – voir le chapitre 5 du (Huangdi neijing) Suwen 素问). La relation de génération de chaque quintuplet est calquée sur celle des phases.
La déplétion (xū 虚) signifie un état de faiblesse ou d'insuffisance dans un organe. Pour restaurer l'équilibre, on peut tonifier l'organe en renforçant l'organe mère, c'est-à-dire l'organe qui le nourrit naturellement.
Lorsque le foie est en déplétion, on peut le tonifier en renforçant les reins, son organe mère. En renforçant les reins, on soutient ainsi indirectement le foie.
Wang Haogu donne pour chaque organe, une série de recommandations simples et mécaniques que l’on résume dans le tableau suivant. La première colonne donne l’organe zang affecté par tel symptôme (2è colonne). Pour traiter ce symptôme, les 3 colonnes suivantes indiquent qu’il faut chercher une drogue avec telle saveur (4è colonne) et telle fonction (5è colonne), et la dernière colonne donne un exemple de drogue faisant l’affaire.
| Organe (Zang)    | Symptômes             | Saveur           | Fonction           | Exemple de Drogues                       |
| ---------------- | --------------------- | ---------------- | ------------------ | ---------------------------------------- |
| Foie (gan 肝)    | Tension, urgence      | Doux (gan 甘)    | Relaxant, apaisant | Gancao (甘草, Glycyrrhiza uralensis)     |
|                  |                       | Piquant (xin 辛) | Dispersant         | Chuanxiong (川芎, Ligusticum chuanxiong) |
|                  |                       | Acide (suan 酸)  | Purifiant          | Shaoyao (芍藥, Paeonia lactiflora)       |
| Cœur (xin 心)    | Relâchement, mollesse | Acide (suan 酸)  | Resserre           | Wuweizi (五味子, Schisandra chinensis)   |
|                  |                       | Salé (xian 鹹)   | Ramollissant       | Mangxiao (芒硝, Sulfate de sodium)       |
|                  |                       | Doux (gan 甘)    | Purifiant          | Rénshēn (人參, Panax ginseng)            |
| Rate (pi 脾)     | Humidité              | Amère (ku 苦)    | Asséchant          | Baizhu (白术, Atractylodes macrocephala) |
|                  |                       | Doux (gan 甘)    | Relaxant           | Gancao (甘草, Glycyrrhiza uralensis)     |
|                  |                       | Doux (gan 甘)    | Tonifiant          | Rénshēn (人參, Panax ginseng)            |
| Poumons (fei 肺) | Sécheresse            | Acide (suan 酸)  | Humidifiant        | Wuweizi (五味子, Schisandra chinensis)   |
|                  |                       | Acide (suan 酸)  | Tonifiant          | Wuweizi (五味子, Schisandra chinensis)   |
|                  |                       | Salé (xian 鹹)   | Purifiant          | Zexie (泽泻, Alisma orientale)           |
| Reins (shen 腎)  | Sécheresse            | Piquant (xin 辛) | Humidifiant        | Zhimu (知母, Anemarrhena asphodeloides)  |
|                  |                       | Amère (ku 苦)    | Fortifiant         | Huangbai (黄柏, Phellodendron)           |
|                  |                       | Salé (xian 鹹)   | Purifiant          | Zexie (泽泻, Alisma orientale)           |

Wang Haogu donne en général une formulation à trois remèdes se complétant harmonieusement.
Comment le médecin de MTC examinant un patient perçoit que le foie est trop tendu, le cœur trop relâché, la rate trop humide…? Le praticien utilise l’observation par exemple de la langue et du teint du patient, écoute sa voix et sa respiration, prend son pouls, palpe l’abdomen, interroge le patient sur ses antécédents médicaux. Malgré ces méthodes, il reste une part de variation entre praticiens en raison d’éléments subjectifs comme l’a démontré une enquête de Paul Unschuld à Taiwan.
Wang Haogu énonce une règle importante liant une saveur à un effet thérapeutique (voir le tableau ci-contre). Toutes ces notions sont toutefois très qualitatives pouvant supporter des interprétations assez variables. 
Le reste du chapitre premier reprend les enseignements de Zhang Yuansu, Li Gao et de Wang Haogu.
Statut épistémologique du système de correspondances systématiques
Le système de correspondances entre quintuplets de diverses catégories du monde naturel établit des relations formelles, basées parfois sur de vagues analogies mais ces correspondances ne sont en rien construites sur une base empirique. De même la relation de génération « mère → enfant » n'a rien d'une relation physiologique ou biochimique observée. En revanche, l’utilisation des plantes médicinales repose en principe sur des observations de médecins. La Rehmannie préparée (shu Dihuang 熟地黄) est une herbe sucrée et légèrement amère, connue pour tonifier le yin du rein. Et le Phellodendron (huangbo 黄柏) est une plante amère qui tonifie le yin du rein et élimine la chaleur. Donc en prenant ces plantes médicinales, on tonifie son foie qui souffrait de déplétion.
Aussi admirable soit-il, le système de correspondances pentanaires si efficace pour construire des doctrines holistiques, comporte néanmoins de nombreuses faiblesses liées à son caractère a priori, le rendant difficilement testable. Puisqu’on ne sait rien de la correspondance entre l’élément bois et l’organe foie, bois ↔foie, comment pourrait-on montrer  que la correspondance eau ↔ rein est plus forte qu’eau ↔ cœur ?
Pour les paramètres des drogues semblant eux pourtant bien ancrés dans le réel, comme la saveur (acide, amère, douce, piquante, salée), si leur évaluation s’appuie effectivement sur les organes des sens, ceux-ci non épaulés par la technique, ne pouvaient qu’être que hautement subjectifs. Par exemple, les drogues classées comme « acides » par un auteur, ne le seront pas forcément par les autres auteurs. Le degré d’acidité (le pH) peut varier de manière continue, et sa perception peut changer d’un individu à l’autre ; aussi sans technique et savoir chimique, on ne peut établir de frontière objective. On peut aussi avoir des saveurs douces-amères ou douces-acides etc.
Une autre difficulté dans la pratique thérapeutique est d’établir un diagnostic dans le cadre du système de correspondances. Principalement en examinant le mouvement dans les vaisseaux, l'état d'un patient devait désormais être diagnostiqué avec une telle précision que les effets des médicaments adaptés au traitement pouvaient être désignés avec précision.
Paul Unschuld qui travailla à Taiwan indique « Dans une précédente enquête, j'ai démontré à quel point la masse des praticiens du système de soins traditionnel chinois à Taiwan est encore aujourd'hui incertaine quant à leurs capacités de diagnostic. Cela n'inclut pas les considérables capacités d'observation, basées sur une longue expérience, que ces praticiens sont capables d'acquérir. Ces compétences contiennent cependant toujours un élément fortement subjectif ; l'incertitude du praticien repose sur l'absence de système standardisable. ».
Un traité thérapeutique innovant
Dans le juan 2 du chapitre 1, se trouve un traité différent des autres. Intitulé juan zhi er Dōng yuán xiānshēng yòngyào xīn fǎ 卷之二 东垣先生用药心法 « Juan 2. La méthode essentielle d'utilisation des médicaments de Maître Dongyuan ». (Ici, Li Gao est aussi appelé par son titre honorifique de Maître Dongyuan). Ce traité a la particularité de donner des recommandations de traitement sans s’appuyer sur des considérations théoriques mais plutôt sur l’observation des symptômes réels et des traitements.
« 5. En cas de douleur abdominale causée par des facteurs (qi 气) naturels, utilisez de la pivoine (shaoyao 芍药). Si la douleur est accompagnée d'une aversion au froid, ajoutez de la cannelle (gui 桂) ; si la douleur est accompagnée d'une aversion à la chaleur, ajoutez du phellodendron (huangbo 黄柏).
En cas de ballonnement abdominal, utilisez du magnolia écorcé préparé avec du gingembre (姜制浓朴) (dans une version, il y a aussi de la pivoine).
 En cas de diarrhée aqueuse, utilisez de l'atractyle blanc (baizhu 白术), du poria (fuling 茯苓) et de la pivoine (shayao 芍药). »
Les instructions de ce traité représentent une avancée évidente par rapport à la pratique médicale. Le système de diagnostic traditionnel demande des dizaines d’années d’étude pour être maitrisé (on peut se demander même si c’est possible). Comme les diagnostics basés sur la théorie et les traitements appropriés ne sont pas possibles, le praticien médical est forcé de s’appuyer sur son expérience - sur l’observation de sa pratique mais pas encore sur l’expérimentation.
La plus grande partie de la littérature sur les prescriptions contient de telles prescriptions d’« expérience personnelle ».

### Chapitres 2 et 3
Wang Haogu décrit 242 drogues dans les chapitres 2 et 3,  dont 128 ont été tirées de Zhang Zhongjing (appelé aussi Zhang Ji). Il ne les classe pas de manière traditionnelle suivant trois grades (supérieur, intermédiaire, inférieur) mais place de longues sections traitant des plantes médicinales (herbes et arbres) les plus souvent utilisées, au début, suivies par les fruits, les légumes, les grains, pierres précieuses / minéraux, les oiseaux, les quadrupèdes et les vers.
Il utilise un système d’évaluation des drogues modelé sur la hiérarchie des fonctions de l’administration impériale : dirigeant (jun 君), ministre (chen 臣) qui assiste le dirigeant, assistant (zuo 佐) et messager (shi 使). L’interprétation de ces termes a toutefois évolué au cours du temps. Pour la Benjing 本经 (Shennong bencao jing), influencée par les taoïstes, et durant toute la tradition principale des bencao, les drogues de la classe dirigeantes (jun) sont considérées comme des drogues préventives et peu curatives. Mais à l’époque Yuan, et sous l’influence du (Huangdi nei jing) Suwen 苏文, les drogues de cette catégorie sont celles jouant le rôle principal dans la prescription. Le concept d’aide ou de messager shi 使 reçoit un sens complètement nouveau: celui de guider les autres drogues dans les conduits (méridiens) jusqu’au but fixé.
Voyons l’exemple de fangfeng, la Saposhnikovia divaricata, une plante de la famille des Apiaceae
« Fangfeng (防風)
Nature et Propriétés: Purement yang, de nature chaude, goût sucré et piquant. Non toxique.
Canaux Associés: Affecte les canaux de l'estomac Yangming du pied (zú yángmíng wèi jīng 足陽明胃經) et de la rate Taiyin du pied (zú tàiyīn pí jīng 足太陰脾經). Il s'agit d'un médicament pour ces deux canaux ainsi que pour le canal principal Taiyang.
Références et Utilisations:
« Xiang » dit : Utilisé universellement pour traiter le vent, il purge l'excès de poumon, disperse l'énergie stagnante de la tête et des yeux, et élimine les influences pathogènes du vent dans la région supérieure du corps. En cas d'erreur de dosage, il peut purger l'énergie vitale de la région supérieure du corps. Utiliser sans les racines et les tiges.
« Zhen » dit : Le corps (de la plante) élimine les influences pathogènes du vent de la moitié supérieure du corps, tandis que les extrémités éliminent celles de la moitié inférieure du corps.
« Xin » dit : C'est aussi un médicament merveilleux pour éliminer l'humidité, car le vent peut surmonter l'humidité.
 « Bencao » dit : Principalement utilisé pour de fortes migraines, l'aversion au vent, les yeux aveuglés par des influences pathogènes du vent. Le vent se propage dans tout le corps, causant des douleurs et des engourdissements dans les os et les articulations, de l'agitation, des douleurs dans les flancs, des crampes au visage et aux membres, des convulsions internes des plaies par arme blanche. 
Dongyuan (Li Gao) dit: Fangfeng peut contrôler l'Astragalus membranaceus (huangqi 黃耆). Le huangqi associé au fangfeng voit son efficacité grandement augmentée. Fangfeng est un médicament subalterne, suivant l'indication de celui qui le dirige. C'est un médicament de vent qui n'est pas humide. Bien qu'il contrôle l'huangqi, ils se craignent et s'utilisent mutuellement. 
 « Bencao » dit également : "En combinaison avec Alisma orientale (zexie 澤瀉) et Glycyrrhiza uralensis (ganzao 甘草), il traite le vent. En combinaison avec Angelica sinensis (danggui 當歸), Paeonia lactiflora (shaoyao 芍藥), Actinolithe (yangqishi 陽起石), et Limonite  (yuyuliang 禹餘糧), il traite les maladies du vent des organes génitaux féminins. Il neutralise la toxicité de l’Aconitum carmichaelii (fuzi 附子). Il est incompatible avec le gingembre séché, Zingiber officinale (ganjiang 乾姜), Veratrum nigrum (lilou 藜蘆), Ampelopsis japonica  (bailian 白蘞) et Daphne genkwa (yuanhua 芫花). »
Dans la première citation de « Bencao » par Wang Haogu, il s’agit clairement de la Shennong bencao jing, comme on peut le vérifier sur les textes sources.
Les notices sur les drogues de Wang Haogu donnent les informations essentielles sur la saveur, la thermo-influence, et l’efficacité thérapeutique mais restent quasi-silencieuses sur les lieux d’origine, sur les descriptions botaniques, l’époque de la récolte, les méthodes de séchage, les incompatibilités, les techniques de préparation.  
Les notices donnent néanmoins les conduits affectés, les organes zang affectés, les régions du Triple brûleur affectées.
Quand Wang Haogu cite ses sources, il ne les donne généralement pas fidèlement mot à mot, mais plutôt sous une forme condensée fidèle au sens. Il fait un effort notable pour donner les effets thérapeutiques principaux, et rejette les listes d’effets données sans évaluation, comme ce fut la pratique courante dans la tradition principale des bencao.  
L’idée de faire intervenir la « physiologie » traditionnelle de la MTC pour expliquer les effets des drogues est à première vue séduisante. Pour éviter les interprétations subjectives, il faut pourvoir faire des mesures quantitatives reproductibles par tout praticien. Avec des notions comme celles du yin yang ou de conduits (du sang et du qi), il est très difficile de faire une approche expérimentale. Cependant selon les acupuncteurs, les points d’acupuncture et les méridiens sont des conduits spéciaux pour les signaux électriques. Si ces structures anatomiques sont caractérisées par une impédance électrique inférieure par rapport aux témoins adjacents, comme certains l’affirment, il devient possible de mener des expérimentations pour soutenir ou invalider cette affirmation. Andrew C. Ahn et al. Sur la base de d’une revue de 16 articles, les preuves ne soutiennent pas de manière concluante l'affirmation selon laquelle les points d'acupuncture ou les méridiens sont électriquement distincts. 
La destinée de la Tang ye bencao
La Tang ye bencao 汤液本草 « Matière médicale en décoction » de Wang Haogu fut l’objet d’un intérêt soutenu au cours des siècles suivants en tant qu’œuvre la plus représentative des innovations de la période Jin-Yuan.
L’ouvrage a connu 16 éditions au cours des époques Yuan, Ming, et Qing ainsi que durant l’histoire de la république de Chine et de la république populaire de Chine sans oublier une édition coréenne et quatre éditions japonaises.
Séduisante à première vue, les règles rigides de Tang ye bencao sont difficiles à appliquer. Car elles mettent en œuvre des notions qualitatives, qui supportent de grandes variations d’interprétations produisant des grandes variations dans l’interprétation des traitements à effectuer.
Wang Lun a repris la classification de la Tang ye bencao dans son ouvrage Bencao jiyao 本草集要 « Collection de matières médicales essentielles » (1496).